# Дување стакла
Дување стакла је древни, али и даље цењен занат у целом свету. Настао је на преласку старог у нови век, а опстао због тога што одређени производи још увек не могу да се израђују индустријски. Такви су, између осталих, различити лабораторијски предмети који се производе у малим серијама или су веома сложених облика. Алати и технике дувања стакла су се током векова врло мало мењали. Овим занатом бави се стаклодувач. Он израђује шупље предмете од стакла тако што помоћу специјалне цеви - стакларске луле надувава растопљено стакло у мехур, а затим га обликује. Стакло се дувало искључиво ручно све до почетка 20. века, када је Мајкл Овенс конструисао аутоматску машину за дување боца.
Стаклодувачки посао је физички толико напоран да се данас користи само за добијање луксузних и уникатних предмета. Осим добре обуке, захтева и здрава плућа и срце, велику концентрацију, схватање односа у равни и простору, спретност руку и прстију, као и припремљеност на дуготрајан и исцрпан, али занимљив посао.
У образовном систему Србије не постоји обука за занимање стаклодувача, али се овај занат може научити на различитим курсевима. Обука за стаклодувача траје око 3 месеца.

## Историја
Још у каменом добу човек је користио природно црно стакло вулканског порекла — опсидијан за израду оружја и украсних предмета. Археолошки налази из периода Старог Египта и Месопотамије указују да прво произведено стакло датира из 3000. године пре нове ере. Најстарији фрагменти стаклених ваза потичу из Месопотамије и датирају из 16. века п. н. е. и представљају доказе о постојању технологије за производњу шупљег стакла. Истовремено са Месопотамијом, производња шупљег стакла развијала се и у Старом Египту, у Микени и Кини. Први приручник за израду стакла потиче из библиотеке асирског краља Асурбанипала и датира око 650. године п.н.е.
У почетку је израда стакла била спора и скупа. Стаклени предмети били су луксуз и само су најбогатији  могли да их приуште. Откриће технике дувања стакла на преласку векова представљало је револуционарни проналазак. Приписује се занатлијама који су живели на простору данашње Сирије. Техника дувања растопљеног стакла учинила је његову производњу лакшом, бржом и јефтинијом, па је он постало доступно и обичним грађанима. Алати и технике дувања стакла су се током векова врло мало мењали. Уметност израде стакла процветала је у Римском царству и проширила се Западном Европом и Медитераном. Стакло је било један од најважнијих предмета трговине изван граница Римског царства. Римљани су први почели да користе стакло у архитектури, када је у Александрији око 100. године откривено провидно стакло.
Развој стакларства у Европи почиње на острву Мурано крајем седмог века. Тако се већ крајем 13. века праве прве наочари, а почетком 14. века и огледала. Тајна венецијанског стакларства строго је чувана, али упркос напорима мајстора са Мурана овај занат се ипак проширио и у другим земљама Европе. До краја 15. и почетка 16. века почео је да се развија и у Немачкој, Француској, Италији, Холандији, Белгији, а током 16. века проширило се и на  Енглеску. Енглески произвођач стакла Џорџ Равенскрофт је 1674. године изумео оловно стакло 1674. године, што је било велико откриће у историји стакла. Масовна производња производа од стакла започела је у каснијим фазама индустријске револуције, 1903. године, када је Мајкл Овенс изумео аутоматску машину за дување боца. Његова машина могла је за сат времена да произведе 2500 боца.

## Техника дувања стакла
Дување стакла један је од најстаријих и најпознатијих производних процеса. Човек или машина кроз цев удувава ваздух у растопљену стаклену масу. Док се стакло хлади у њему се стварају шупљине, а затим мехур. Док је стакло још увек топло овај мехур може лако да се обликује различитим алатима, или да се додаје другим облицима од стакла. На овај начин праве се сијалице, боце, ручно се прави посуђе или чаше.
Дување стакла врши се на температури од 700-800 °C. На овој температури стаклена маса је довољно пластична и жилава да се може обликовати. Стакло се дува помоћу специјалне дуваљке - стакларске луле. Један крај дуваљке умочи се у растопљену стаклену масу, извади из пећи и издува у малу „крушку” која се обликује даљим дувањем. Жељени облик формира се окретањем, а када је готов одели се од дуваљке и односи на хлађење. Касније се производ још једном загрева и дорађује. Стакларска лула је метална цевчица пречника око 15 мм и дужине 120-150 цм, на којој је дрвени рукохват и метални писак. Да би постигао одговарајуће облике стаклодувач користи пламен, стаклене цеви разних врста и димензија и посебна клешта. Производи од дуваног стакла могу се накнадно обрадити разним процесима – резањем, гравирањем или бојењем.
Понекад се еластично стакло може обликовати и помоћу калупа. Традиционални калупи од више делова направљени су од буковине, а користе се за прављење ваза. Када се топљено стакло надува, скида се са дуваљке и ставља у калуп, а вишак са врха се одсече. Оваква ваза има закривљено дно, кратко сабијено тело и дугачак врат у облику левка који се полирају песком.
Дувањем се до почетка 20. века израђивало и равно стакло. Стаклена маса се дувањем кроз стакларску лулу најпре растезала у цилиндар коме су се резале обе капе. Затим се цилиндар резао уздужно и на дрвеном столу ваљао, те равнао у плочу.

### Машинско дување стакла
Техника машинског дувања стакла је нешто другачија. Код овог процеса грудве истопљеног стакла стављају се у калуп, у који се удувава ваздух тако да се стаклена маса потискује ка зидовима калупа. Све операције изводе се аутоматски. Одређена количина растопљене масе улази у калуп и одоздо делимично издувава. Затим се обрће за 180° и у другом калупу издувава одоздо у крајњи облик.

## Производи који се праве ручним дувањем стакла
Још ни једна технологија није успела да направи оно што може један стаклодувач. Ради се о веома креативом и сложеном прецесу рада. Овај посао се углавном фокусира на производњу стаклених предмета, али се мајстори баве и поправком различитих специјалних и украсних предмета од стакла.
Ручним дувањем стакла данас се производе:
- експериментални производи у веома малом тиражу,
- специјалне посуде које се користе за лабораторијска истраживања (чаше, мензуре, балоне, левкове, епрувете, спојнице за црева, вакуум пумпе, делове за издвајање етеричних уља...),
- специјалне посуде које се користе у медицини
- специјалне посуде које се користе у кулинарству
- уникатне украсне предмете.

Поред тога стаклодувач обележава скале и цеви на лабораторијским посудама (градуирање), по потреби бруси отворе, затвараче, спојнице од стакла и друго. Након обављеног посла мајстор на производ угравира свој печат или га обележи одговарајућим етикетама

## Стаклодувачки занат у Србији
Стаклодувачки занат у Србији постоји више векова. У јагодини је 1847. године отворена фабрика стакла чије чаше су се поклањале виђенијим људима. Половином 19. века ретки су били домови који су поседовали комплет стаклених чаша. Године 1906. у Параћину је основана Српска фабрика стакла. Фабрику су подигли Миливоје Поповић и Сава Савић, акционари из Београда и они су брзо добили повластице за производњу стакла од државе, јер је ово била једина фабрика стакла у читавој земљи. Фабрика је изузетно брзо напредовала све до почетка Првог светског рата, када је опљачкана и готово опустошена. Тек 1922. наставља се производња стаклених чаша од новог кристалног стакла под називом „иберфанг“, чиме је целокупни производни погон знатно унапређен. Ово стакло је било у боји и по томе је стаклара била позната у целој земљи. До увођења ручно-машинског процеса различити производи од стакла правили су се искључиво ручно. Током Другог светског рата производња је била смањена, а одмах након рата фабрика је национализована. Процес производње се полуаутоматизује и седамдесетих година параћинске стаклене чаше и други стаклени производи извожени су у целу Европу, а сама Српска фабрика стакла сврставана је међу највеће на континенту. Параћински стаклодувачи били су чувени мајстори, а неки стручњаци су њихове производе поредили чак са мурано стаклом. Захваљујући њиховом умећу у Параћину се од 1978. до 1992. године одржавао Интернационални симпозијум уметнички обликованог стакла.
Године 2003. покренут је процес приватизације. Фабрика је прелазила из власништва једне у власништво друге компаније, процес је аутоматизован, а број радника се смањивао. Од 2013.године у овој фабрици званично није запослен ни један стаклодувач. Ипак, данас у Србији и даље постоје стаклодувачи који ручно израђују, поправљају и преправљају различите специфичне предмете од стакла.